# Karim Laribi
Pour les articles homonymes, voir Laribi.
Karim Laribi, né le 20 avril 1991 à Milan en Italie, est un footballeur tunisien, également détenteur de la nationalité italienne, évoluant au poste de milieu offensif à l'Anzio Calcio (en).

## Biographie
Karim Laribi est né le 20 avril 1991 à Milan d'un père tunisien et d'une mère italienne originaire de Pula en Sardaigne. Il est également le frère d'Omar Laribi, ancien joueur de l'Espérance sportive de Zarzis.

### En club
Karim Laribi est formé à l'Inter Milan.
Le 23 juillet 2010, il est prêté à l'US Foggia de Zdeněk Zeman en Serie C par le club sicilien. Il y fait ses débuts professionnels le 22 août, lors de la première journée de championnat, face à la SS Cavese en qualité de titulaire (victoire 0-3). Il inscrit un doublé contre le Foligno Calcio le 12 septembre ; il s'agit de ses premiers buts chez les professionnels (match nul 4-4). Il apparaît 27 fois sous le maillot apulien et inscrit quatre buts lors de cet exercice.
Le 1er juillet 2011, Karim Laribi est prêté à l'US Sassuolo en Serie B, avec une option pour que le club l'acquiert en copropriété en fin de saison. Le 21 août, il y fait ses débuts en coupe d'Italie face au Hellas Vérone et inscrit son premier but sous ses nouvelles couleurs (match nul 3-3, défaite 2-4 aux tirs au but). Il débute en championnat comme titulaire le 27 août face à l'ASG Nocerina (victoire 3-1). Karim Laribi inscrit son premier but en championnat le 15 octobre face à l'UC AlbinoLeffe. Il fait huit apparitions durant cette saison et inscrit deux buts.
Le 8 janvier 2014, il est prêté à l'US Latina en Serie B pour une période de six mois. Le 23 juillet, Laribi est cette fois-ci prêté au Bologne FC jusqu'à la fin de saison, avec option d'achat.
Le 27 août 2016, il est prêté une troisième fois par l'US Sassuolo en Serie B, mais avec option d'achat obligatoire à l'AC Cesena. Le 4 août 2017, il s'engage définitivement à l'AC Cesena.
Le 31 juillet 2018, il s'engage pour trois saisons avec le Hellas Vérone, alors qu'il était libre depuis la fin de son contrat avec Cesena.
Le 8 juillet 2019, il est prêté à l'Empoli FC afin de bénéficier de plus de temps de jeu.
Le 21 janvier 2020, seulement un jour après son retour de l'Empoli FC, il est prêté à nouveau mais cette fois-ci à l'AS Bari.
Un an plus tard, ne faisant pas partie comme d'habitude du groupe de Hellas Vérone, il est prêté jusqu'à la fin de la saison à Reggiana AC.
Lors du mercato estival de 2021, il est recruté par Reggina 1914 pour deux saisons.
Le 31 janvier 2022, Reggina 1914 prête Laribi à l'AS Cittadella jusqu'à la fin de la saison ; une option d'achat est incluse.
Au mercato hivernal de 2023, il est recruté par l'US Pro Vercelli où il reste seulement jusqu'à la fin de juin de la même année avant de rejoindre l'Alcione Milano (en) en Serie D en décembre.
Libre de tout contrat depuis juillet 2024, il signe un contrat d'un an avec l'Anzio Calcio (en) en novembre.

### En sélection
Karim Laribi fait ses débuts le 4 juin 2011 avec l'équipe d'Italie des moins de 20 ans en match amical face à la Pologne en tant que titulaire (victoire 1-0). Il inscrit son premier but le 12 octobre face à cette même Pologne (victoire 3-1).
Le 10 septembre 2012, il est sélectionné pour la première fois en équipe d'Italie espoirs par Devis Mangia, lors d'un match comptant pour les éliminatoires de l'Euro espoirs 2013, face à l'Irlande, en remplaçant Luca Marrone à la 68e minute de jeu (défaite 2-4).
Le 28 février 2017, Karim Laribi choisit d'opter pour son pays paternel, la Tunisie. En signant sa lettre d'engagement auprès de la Fédération tunisienne de football, il lie définitivement son avenir en sélection aux Aigles de Carthage. Le 16 mars, Laribi est retenu par le sélectionneur de l'équipe tunisienne, Henryk Kasperczak, dans une liste de 24 joueurs, pour le cadre de deux confrontations amicales face aux sélections camerounaise et marocaine, qui ont lieu les 24 et 28 mars. Il commence en tant que titulaire face au Cameroun.

## Statistiques
| Saison                | Club                  | Championnat           | Championnat | Championnat | Coupe(s) nationale(s) | Coupe(s) nationale(s) | Tunisie | Tunisie | Total | Total |
| Saison                | Club                  | Division              | M.          | B.          | M.                    | B.                    | M.      | B.      | M.    | B.    |
| 2010-2011             | US Foggia (prêt)      | Prima Divisione       | 28          | 4           | -                     | -                     | -       | -       | 28    | 4     |
| 2011-2012             | US Sassuolo (prêt)    | Serie B               | 7           | 1           | 1                     | 1                     | -       | -       | 8     | 2     |
| 2012-2013             | US Sassuolo           | Serie B               | 9           | 0           | -                     | -                     | -       | -       | 9     | 0     |
| 2013-2014             | US Sassuolo           | Serie A               | 10          | 0           | 2                     | 1                     | -       | -       | 12    | 1     |
| 2013-2014             | US Latina (prêt)      | Serie B               | 10          | 2           | 4                     | 1                     | -       | -       | 14    | 3     |
| 2014-2015             | Bologne FC (prêt)     | Serie B               | 42          | 8           | 1                     | 0                     | -       | -       | 43    | 8     |
| 2015-2016             | US Sassuolo           | Serie A               | 11          | 0           | -                     | -                     | -       | -       | 11    | 0     |
| 2016-2017             | AC Cesena (prêt)      | Serie B               | 32          | 2           | 3                     | 1                     | 2       | 0       | 37    | 3     |
| 2017-2018             | AC Cesena             | Serie B               | 39          | 7           | 2                     | 2                     | -       | -       | 41    | 9     |
| 2018-2019             | Hellas Vérone         | Serie B               | 32          | 4           | 2                     | 0                     | -       | -       | 34    | 4     |
| 2019-2020             | Empoli FC (prêt)      | Serie B               | 13          | 0           | 3                     | 0                     | -       | -       | 16    | 0     |
| 2019-2020             | AS Bari (prêt)        | Serie C               | 12          | 2           | -                     | -                     | -       | -       | 12    | 2     |
| 2020-2021             | Reggiana AC (prêt)    | Serie B               | 19          | 2           | -                     | -                     | -       | -       | 19    | 2     |
| 2021-2022             | Reggina Calcio        | Serie B               | 16          | 0           | 1                     | 0                     | -       | -       | 17    | 0     |
| 2021-2022             | Cittadella (prêt)     | Serie B               | 17          | 0           | -                     | -                     | -       | -       | 17    | 0     |
| 2022-2023             | Pro Vercelli          | Serie C               | 15          | 2           | -                     | -                     | -       | -       | 15    | 2     |
| 2023-2024             | Alcione Milano (en)   | Serie D               | 17          | 1           | -                     | -                     | -       | -       | 17    | 1     |
| 2024-2025             | Anzio Calcio (en)     | Serie D               | 22          | 4           | -                     | -                     | -       | -       | 22    | 4     |
| Total sur la carrière | Total sur la carrière | Total sur la carrière | 351         | 39          | 19                    | 6                     | 2       | 0       | 372   | 45    |